# Dentro ogni casa
Dentro ogni casa è il quarto album in studio di Pacifico.
Sia testi che musiche sono di Gino de Crescenzo, vero nome di Pacifico. Questo album è ricco di partecipazioni: dalla presenza dell'impronta vocale di Gianna Nannini nella canzone Tu Che Sei Parte Di Me alla voce della cantante italo-marocchina Malika Ayane nella traccia Verrà l'Estate. Le sezioni d'archi dei brani Dove comincia tutto e Tu che sei parte di me, primo singolo estratto dal disco, sono state scritte e arrangiate da Fabio Gurian e dal Solis String Quartet. Dentro ogni casa nasce da un progetto musicale di Caterina Caselli per l'etichetta discografica Sugar.

## Tracce
1. Dove comincia tutto - 3:47
2. E sembri una foglia - 4:05
3. Lento - 4:52
4. Un ragazzo - 4:48
5. Nel fuoco acceso del cuore - 4:09
6. Tu che sei parte di me (con Gianna Nannini) - 3:23
7. Senza respirare - 2:32
8. Spiccioli - 5:15
9. Verrà l'estate (con Malika Ayane) - 3:17
10. Dentro ogni casa - 5:50

## Formazione
- Pacifico – voce
- Paolo Gozzetti – programmazione
- Christian Calcagnile – batteria, percussioni
- Silvio Masanotti – chitarra, programmazione, basso
- Roberto Vernetti – programmazione
- Vittorio Cosma – pianoforte, organo Hammond, sintetizzatore
- Marco Rovinelli – batteria
- Amedeo Pace – chitarra in "Spiccioli"
- Ferruccio Spinetti – contrabbasso
- Edoardo De Angelis – violino
- Michelangelo Cagnetta – violino
- Joel Imperial – viola
- Luca De Muro – violoncello
- Marco Brioschi – flicorno
- Alessio Nava – trombone
- Vanessa Guarnera – cori

## Classifiche
| Classifica (2009) | Posizione |
| ----------------- | --------- |
| Italia            | 16        |